# Bernd Stöver
Bernd Stöver (* 4. April 1961 in Oldenburg (Oldb)) ist ein deutscher Historiker mit den Schwerpunkten Geschichte des Nationalsozialismus, der USA und des Kalten Krieges, Emigrationsforschung und der deutsch-deutschen Geschichte.

## Leben
Von 1983 bis 1989 studierte er Geschichte und Deutsch an der Georg-August-Universität Göttingen und an der Universität Bielefeld und schloss mit dem Staatsexamen Lehramt Sekundarstufe II/I ab. 1991 wurde er bei Christoph Kleßmann an der Universität Bielefeld mit dem Thema Konsensbereitschaft im „Dritten Reich“ im Spiegel sozialistischer Berichte zum Dr. phil. promoviert.
Nach seinem bis 1993 andauernden Referendariat arbeitete Stöver als wissenschaftlicher Assistent am Lehrstuhl Zeitgeschichte der Universität Potsdam. 1994/95 war er Fellow am German Historical Institute Washington, D.C. 2000/2001 habilitierte er sich an der Philosophischen Fakultät der Universität Potsdam zum Thema „Liberation Policy. Entstehung, Karriere, Wahrnehmung und Wirkungen eines offensiven außenpolitischen Konzepts im Kalten Krieg 1947 bis 1991“. Die Habilitationsschrift wurde durch Christoph Kleßmann, Manfred Görtemaker und Peter Steinbach begutachtet.
Ab 2001 war er wissenschaftlicher Mitarbeiter am Zentrum für Zeithistorische Forschung (ZZF). Im selben Jahr wurde er Privatdozent am Historischen Institut der Universität Potsdam, wo er seit Juli 2006 außerplanmäßiger Professor des Lehrstuhls für Neueste Geschichte und Zeitgeschichte ist.

## Rezeption
Im Jahre 2012 veröffentlichte er im Verlag C.H.Beck eine Geschichte der USA, in der, so Volker Depkat vom Institut für Anglistik und Amerikanistik der Universität Regensburg, „ein insgesamt eher stereotypes Bild von der amerikanischen Geschichte entworfen wird, das zwar viele in Deutschland gängige Klischees bedient, aber nur wenig zur Aufklärung über die komplexe und höchst ambivalente historische Entwicklung der USA beiträgt“. Simon Wendt vom Institut für England- und Amerikastudien der Universität Frankfurt am Main bemängelte an dem Werk „die fehlende Methoden- und Begriffsdiskussion, inhaltliche Leerstellen, faktische Ungenauigkeiten und das fehlende Sachregister“, sah das Verdienst des Autors aber darin, dass er die amerikanische Geschichte für ein „breites deutsches Publikum“ neu aufbereitet habe. Gert Raeithel, ehemals Professor an der Sozialwissenschaftlichen Fakultät der Ludwig-Maximilians-Universität München, befand, dass bei „einige[n] sachliche[n] Fehler[n]“ und der Gewichtung im Kulturteil, die im Gegensatz zum Politik-, Wirtschafts- und Gesellschaftsteil nicht überzeugt, keinesfalls von einer „Histoire totale“ gesprochen werden könne. Stöver benutze, trotz guter Recherche und Beschreibung, kaum Archivmaterial, „eine durchgängige theoretische Grundierung“ sei nicht erkennbar.
Ganz anders sind die im Perlentaucher behandelten Kritiken zu Der Kalte Krieg von 2007 namhafter deutschsprachiger Zeitungen: „Dabei lobt Nünlist die begrifflich differenzierte und forschungsbezogene Herangehensweise Stövers ebenso wie dessen ‚polyzentrischen‘ Ansatz, den Kalten Krieg als globales, multilineares Ereignis zu schildern.“ (NZZ); „Claus Leggewie empfiehlt die beiden neuen Bücher zum Kalten Krieg von John L. Gaddis und Bernd Stöver in einer gemeinsamen Besprechung, und er würde ihnen wünschen, dass derartige Publikationsereignisse auch in Deutschland die Aufmerksamkeit erhielten, die ihnen in den USA etwa sicher ist.“ (Die Zeit); „So entstehe ein ‚viel tieferer‘ Eindruck“ davon, wie damals gedacht und gesprochen wurde. Überzeugt ist Widmann auch von Stövers Anliegen, den „globalen Charakter des Kalten Krieges zu betonen.“ (Frankfurter Rundschau); „Positiv beurteilt Rezensent Thomas Speckmann diese Geschichte des Kalten Kriegs, die der Potsdamer Historiker Bernd Stöver vorgelegt hat.“ (Süddeutsche Zeitung). Ebenso die Kritik von Die Befreiung vom Kommunismus:  „Der Autor belegt seine These mit umfangreichem Quellenmaterial [...].“ Der Rezensent lobt den Band als „informierte und quellengesättigte, ja gelehrte Studie [...]“

## Schriften (Auswahl)
- Volksgemeinschaft im Dritten Reich. Die Konsensbereitschaft der Deutschen aus der Sicht sozialistischer Exilberichte. Droste, Düsseldorf 1993, ISBN 3-7700-0999-1.
- (Bearb.): Berichte über die Lage in Deutschland. Die Lagemeldungen der Gruppe Neu Beginnen aus dem Dritten Reich 1933–1936 (= Archiv für Sozialgeschichte. Beiheft 17). Dietz, Bonn 1996, ISBN 3-8012-4068-1.
- mit Arnd Bauerkämper, Martin Sabrow (Hrsg.): Doppelte Zeitgeschichte. Deutsch-deutsche Beziehungen 1945–1990. Dietz, Bonn 1998, ISBN 3-8012-4090-8.
- mit Christoph Kleßmann (Hrsg.): 1953 – Krisenjahr des Kalten Krieges in Europa (= Zeithistorische Studien. Bd. 16). Böhlau, Köln u. a. 1999, ISBN 3-412-03799-0.
- Die Bundesrepublik Deutschland (= Kontroversen um die Geschichte). Wissenschaftliche Buchgesellschaft, Darmstadt 2002, ISBN 3-534-14728-6.
- Die Befreiung vom Kommunismus. Amerikanische Liberation Policy im Kalten Krieg 1947–1991 (= Zeithistorische Studien. Bd. 22). Böhlau, Köln u. a. 2002, ISBN 3-412-03002-3 (Zugleich: Potsdam, Universität, Habilitations-Schrift, 2000).
- Der Kalte Krieg (= Beck’sche Reihe. Bd. 2314). Beck, München 2003, ISBN 3-406-48014-4 (6. Auflage 2024).
- Der Kalte Krieg, 1947-1991. Geschichte eines radikalen Zeitalters. Beck, München 2007, ISBN 978-3-406-55633-3 (Lizenzausgabe bpb 2007; Koreanische Übersetzung 2008; Broschierte Sonderausgabe 2011).
- mit Christoph Kleßmann (Hrsg.): Der Koreakrieg. Wahrnehmung – Wirkung – Erinnerung. Böhlau, Köln u. a. 2008, ISBN 978-3-412-20178-4.
- Zuflucht DDR. Spione und andere Übersiedler (= Historische Bibliothek der Gerda-Henkel-Stiftung). Beck, München 2009, ISBN 978-3-406-59100-6.
- Geschichte Berlins (= Beck’sche Reihe Bd. 2603). Beck, München 2010, ISBN 978-3-406-60067-8 (Englische Übersetzung 2013).
- United States of America. Geschichte und Kultur. Von der ersten Kolonie bis zur Gegenwart. Beck, München 2012, ISBN 978-3-406-63967-8 (3. Auflage 2021 u.d.T: Geschichte der USA).
- Kleine Geschichte Berlins. Beck, München 2012, ISBN 978-3-406-64049-0.
- Geschichte des Koreakriegs. Schlachtfeld der Supermächte und ungelöster Konflikt (= Beck’sche Reihe. Bd. 6094). Beck, München 2013, ISBN 978-3-406-64447-4 (3. Auflage 2015).
- Geschichte Kambodschas. Von Angkor bis zur Gegenwart (= C. H. Beck Paperback. Bd. 6191). Beck, München 2015, ISBN 978-3-406-67432-7.
- CIA. Geschichte, Organisation, Skandale (= Beck'sche Reihe Band 2871). Beck, München 2017, ISBN 978-3-406-70410-9.